# اليونان
اليُونَان، أو رسمياً الجُمهُورِيَّة الهِيلِينِيَّة (باليونانية: Ελληνική Δημοκρατία، نقحرة: إلينيكي ديموكراتيا)، والمعروفة أيضًا منذ العصور القديمة باسم هِيلاس هي دولة بلقانية ذات نظام جمهوري برلماني تقع في جنوب شرق أوروبا. وفقًا لتعداد عام 2021، بلغ عدد سكان اليونان حوالي 10,432,481 نسمة. أثينا هي عاصمة البلاد وأكبر مدينة، تليها سالونيك. التراث الثقافي الفريد لليونان وصناعة السياحة الكبيرة وقطاع الشحن البارز والأهمية الجيواستراتيجية تصنفها كقوة متوسطة. وينعكس الإرث التاريخي الغني لليونان بانتساب 18 موقعاً موجوداً بها لقائمة اليونسكو للتراث العالمي.
تحتل اليونان موقعاً استراتيجياً على مفترق الطرق بين أوروبا وآسيا وأفريقيا، وتقع على الطرف الجنوبي من شبه جزيرة البلقان، وتشترك في الحدود البرية مع ألبانيا إلى الشمال الغربي، ومقدونيا الشمالية وبلغاريا إلى الشمال وتركيا إلى الشمال الشرقي. تتكون اليونان من تسع مناطق جغرافية وهي: مقدونيا، ووسط اليونان، والبيلوبونيز، وثيساليا، وإبيروس، وجزر بحر إيجة (بما في ذلك دوديكانيسيا)، وتراقيا، وكريت، وجزر البحر الأيوني. يقع بحر إيجة إلى الشرق من البر والبحر الأيوني إلى الغرب، والبحر الأبيض المتوسط إلى الجنوب. لدى اليونان أطول خط ساحلي في حوض البحر الأبيض المتوسط والحادي عشرة في العالم بطول 13676 كم (8498 ميل)، ويضم عدداً كبيراً من الجزر، منها 227 مأهولة بالسكان. ثمانون في المئة من اليونان جبلية، ويعد جبل أوليمبوس أعلى قمة بارتفاع 2918 مترًا (9573 قدما).
التاريخ اليوناني هو واحد من أطول تواريخ البلدان، وتعتبر البلاد مهد الحضارة الغربية، بعد أن كانت مهد الديمقراطية، والفلسفة الغربية، ودورة الألعاب الأولمبية، والأدب الغربي، والتأريخ، والعلوم السياسية، والمبادئ العلمية، والرياضيات، والدراما الغربية، بما في ذلك كل من التراجيديا والكوميديا. تم توحيد الإغريق أولاً تحت فيليب المقدوني في القرن الرابع قبل الميلاد. غزا ابنه الإسكندر الأكبر بسرعة كثيراً من مناطق العالم القديم، ونشر الثقافة اليونانية والعلوم من شرق البحر الأبيض المتوسط إلى نهر السند. ضمتها روما في القرن الثاني قبل الميلاد، وأصبحت اليونان جزءاً لا يتجزأ من الإمبراطورية الرومانية وخليفتها، والإمبراطورية البيزنطية. شهد القرن الأول الميلادي تأسيس الكنيسة اليونانية الأرثوذكسية، والتي شكّلت الهوية اليونانية الحديثة، ونقلت التقاليد اليونانية إلى العالم الأرثوذكسي على نطاق أوسع. وقعت البلاد تحت الهيمنة العثمانية في منتصف القرن الخامس عشر، وظهرت الدولة الحديثة في اليونان في عام 1830 بعد حرب الاستقلال.
اليونان هي جمهورية برلمانية موحدة ودولة متقدمة مع اقتصاد متطور مرتفع الدخل، وتعد نوعية الحياة ومستوى المعيشة فيها مرتفع للغاية. اقتصادها هو الأكبر في البلقان، حيث أنها مستثمر إقليمي مهم. تعتبر اليونان، العضو المؤسس في الأمم المتحدة، والعضو العاشر الذي ينضم إلى المجتمعات الأوروبية (سلف الاتحاد الأوروبي) وكانت جزءاً من منطقة اليورو منذ عام 2001. كما أنها عضو في العديد من المؤسسات الدولية الأخرى، بما في ذلك مجلس أوروبا، ومنظمة حلف شمال الأطلسي (الناتو)، منظمة التعاون الاقتصادي والتنمية ومنظمة التجارة العالمية، منظمة الأمن والتعاون في أوروبا، والمنظمة الدولية للفرنكوفونية.

## أصل التسمية
تختلف أسماء أمة اليونان والشعب اليوناني عن الأسماء المستخدمة في لغات أخرى، والمواقع والثقافات. على الرغم من أن الإغريق أطلقوا على البلاد هيلاس أو إلادا (اليونانية: Ἑλλάς أو Ελλάδα) واسمها الرسمي هو جمهورية اليونان، باللغة الإنجليزية أنه يشار إلى اليونان، والتي تأتي من مصطلح اللاتينية اليونان العظمى كما يستخدمه الرومان، والتي تعني حرفيا «أرض الإغريق»، ومشتق من الاسم اليوناني Γραικός.
تعود تسمية اليونان نسبةً لقبيلة الإيوانيين (اليونانية: Ἴωνες) وهم من أهم القبائل الإغريقية من سكان منطقة إيونية في غرب الأناضول. وتسمية هذه القبيلة تتبع لیاوان بن یافث (حسب سفر التكوين) أو الشخصية الاسطورية إيون. وكانت الإمبراطورية الأخمينية أول من أطلق تسمية (Yauna) على الشعب اليوناني، بينما أطلق عليهم المصريون القدماء تسمية ((j-w-n(-n)، الآشوريون (Iawanu)، والبابليون (Yaman أو Yamanaya).

## التاريخ

### ما قبل التاريخ
يعود أقدم دليل موثَّق على وجود أجداد البشر في جنوب شبه جزيرة البلقان إلى حوالي عام 270,000 ق.م في كهف بترالونا الواقع بمنطقة مقدونيا. وقد عُثر على أدلة أثرية على فترات العصر الحجري الثلاثة (القديم والمتوسط والحديث) مثل تلك التي عثر عليها في كهف فرانتشثي.

### التاريخ القديم
ولقد عرفت شواطئ بحر إيجة ظهور أولى الحضارات في الضفة الشمالية للبحر المتوسط، عرفت أولى الحضارتين باسم المينوية والميسينية. تلت الفترة الأولى، عصر مظلم استمر حتى حوالي 800 قبل الميلاد. عرفت البلاد عهداً جديداً مع ظهور الحضارة اليُونانية. كانت بلاد اليُونان عبارة عن تجمع من المدن المستقلة وهي أسبرطة العسكرية وأثينا المدنيٌة والديمقراطية وغيرهما من المدن، قامت هذه المدن بإنشاء مستعمرات تجارية على طول البحر الأبيض المتوسط، كما قاومت محاولات توسع الفرس في المنطقة، وانقذت أوروبا من غزاة أباطرة الفرس خصوصا في معركة ماراثون البرية ومعركة سالاميس البحرية عام 480 ق م. شكلت ثقافة هذه المنطقة المنبع الرئيس للحضارة الهيلينية، انتشرت هذه الحضارة في أرجاء واسعة من العالم بعد قيام إمبراطورية الإسكندر الأكبر الـمقدوني.

### فترة القرون الوسطى (القرن الرابع - الخامس عشر)

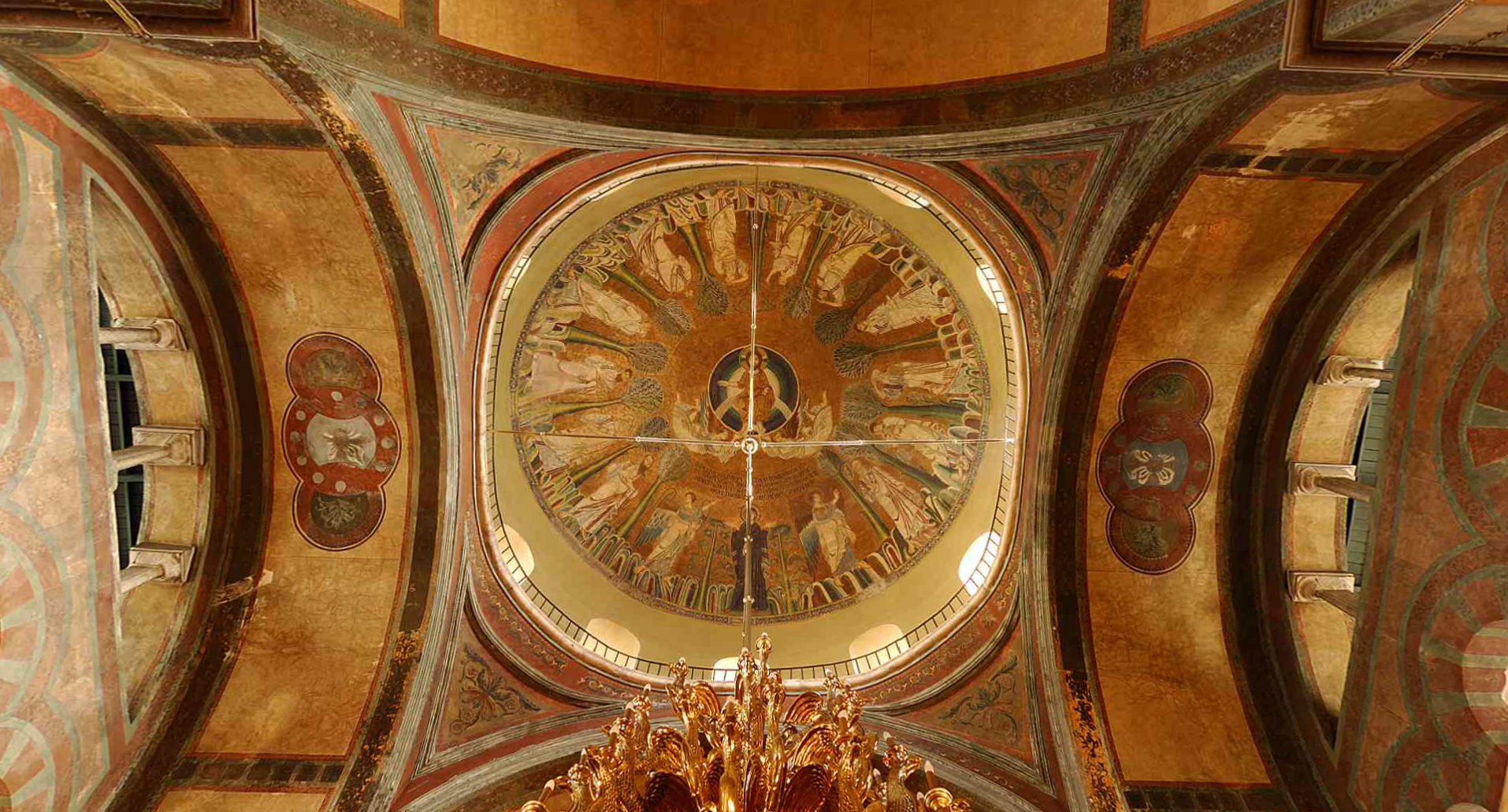
قبة آيا صوفيا، سالونيك (القرن الثامن)، أحد المعالم الأثرية الباليوكريستية والبيزنطية الخمسة عشر التابعة لليونسكو في المدينة.

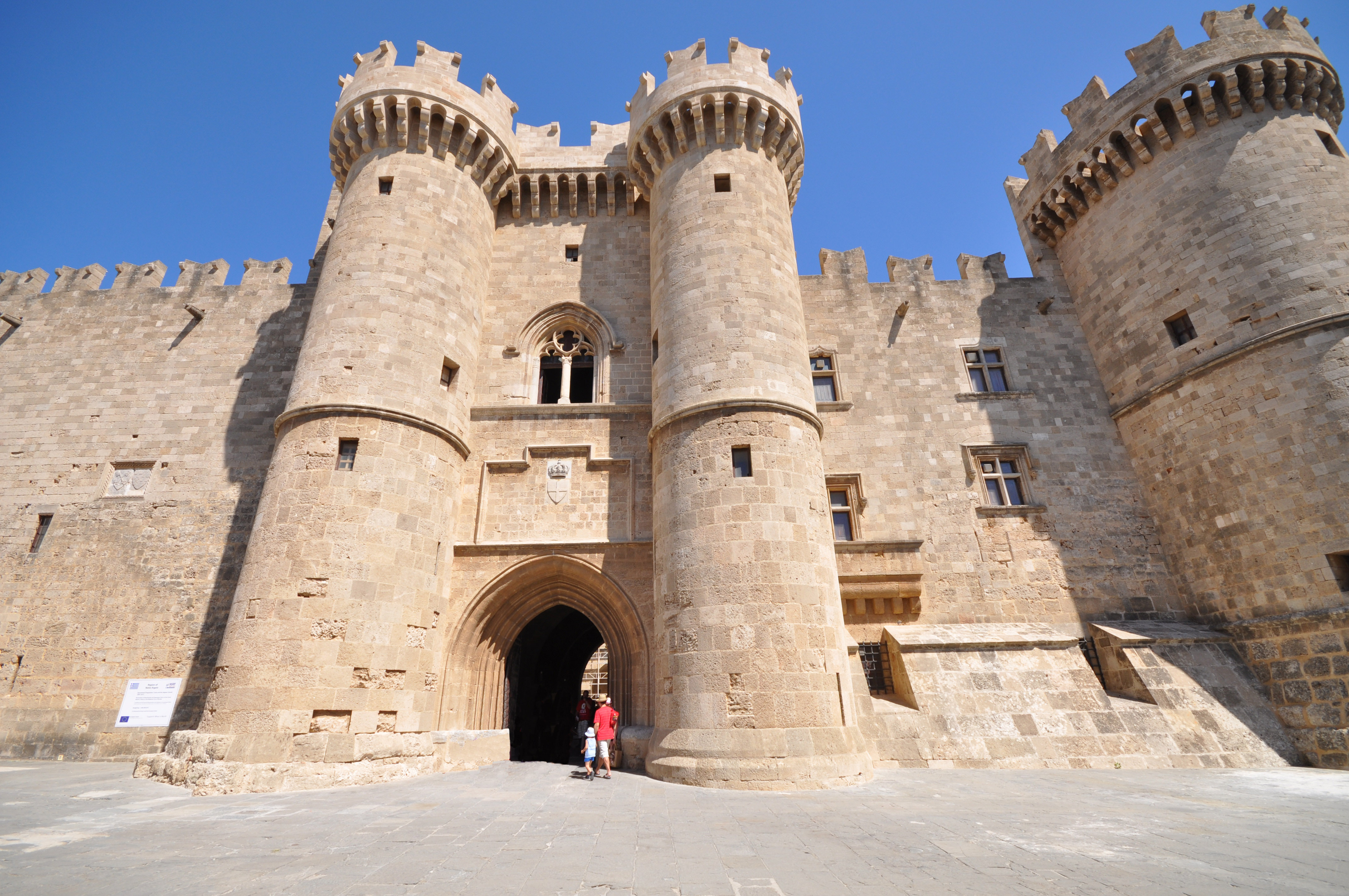
قصر السيد الأكبر لفرسان رودس، بُني في الأصل في أواخر القرن السابع كقلعة بيزنطية وابتداءً من عام 1309 استخدمه فرسان الإسبتارية كمركز إداري.

كانت الإمبراطورية الرومانية الشرقية، بعد سقوط الإمبراطورية الرومانية الغربية في القرن الخامس، تُعرف تقليديًا باسم الإمبراطورية البيزنطية (ولكنها كانت تسمى ببساطة «مملكة الرومان» في وقتها) واستمرت حتى عام 1453. مع رأس المال في القسطنطينية، كانت لغتها وثقافتها اليونانية وكان دينها في الغالب المسيحية الشرقية الأرثوذكسية.
منذ القرن الرابع، عانت أراضي البلقان التابعة للإمبراطورية، بما في ذلك اليونان، من تفكك بسبب الغزوات البربرية. أدت الغارات والدمار الذي تعرض له القوط والهون في القرنين الرابع والخامس والغزو السلافي لليونان في القرن السابع إلى انهيار كبير في السلطة الإمبراطورية في شبه الجزيرة اليونانية. بعد الغزو السلافي، احتفظت الحكومة الإمبراطورية بالسيطرة الرسمية على الجزر والمناطق الساحلية فقط، ولا سيما المدن ذات الأسوار المكتظة بالسكان مثل أثينا وكورنثوس وسالونيك، بينما صمدت بعض المناطق الجبلية في الداخل من تلقاء نفسها واستمرت في الاعتراف بالسلطة الإمبراطورية. خارج هذه المناطق، يُعتقد عمومًا أن قدرًا محدودًا من الاستيطان السلافي قد حدث، وإن كان على نطاق أصغر بكثير مما كان يُعتقد سابقًا. ومع ذلك، فإن وجهة النظر القائلة بأن اليونان في العصور القديمة المتأخرة قد مرت بأزمة تدهور وتجزئة وهجرة سكانية تُعتبر الآن عفا عليها الزمن، حيث تظهر المدن اليونانية درجة عالية من الاستمرارية والازدهار المؤسسي بين القرنين الرابع والسادس بعد الميلاد (وربما لاحقًا أيضًا). في أوائل القرن السادس، كان لدى اليونان ما يقرب من 80 مدينة وفقًا لتاريخ سيناكديموس، وتُعتبر الفترة من القرن الرابع إلى القرن السابع الميلادي واحدة من الازدهار العالي ليس فقط في اليونان ولكن في شرق البحر الأبيض المتوسط بأكمله.

الإمبراطورية البيزنطية (الرومانية الشرقية) بعد وفاة باسيل الثاني عام 1025.

حتى القرن الثامن، كانت جميع اليونان الحديثة تقريبًا تحت سلطة الكرسي الرسولي لروما وفقًا لنظام البطريركيات الخمس. نقل الإمبراطور البيزنطي ليو الثالث حدود بطريركية القسطنطينية غربًا وشمالًا في القرن الثامن.
بدأ الانتعاش البيزنطي للمقاطعات المفقودة في نهاية القرن الثامن وأصبحت معظم شبه الجزيرة اليونانية تحت السيطرة الإمبراطورية مرة أخرى، على مراحل، خلال القرن التاسع. تم تسهيل هذه العملية من خلال التدفق الكبير لليونانيين من صقلية وآسيا الصغرى إلى شبه الجزيرة اليونانية، بينما في نفس الوقت تم القبض على العديد من السلاف وإعادة توطينهم في آسيا الصغرى وتم استيعاب البقية القليلة. خلال القرنين الحادي عشر والثاني عشر، أدت عودة الاستقرار إلى استفادة شبه الجزيرة اليونانية من نمو اقتصادي قوي - أقوى بكثير من نمو أراضي الأناضول في الإمبراطورية. خلال ذلك الوقت، كان للكنيسة اليونانية الأرثوذكسية دور فعال في انتشار الأفكار اليونانية إلى العالم الأرثوذكسي الأوسع.
بعد الحملة الصليبية الرابعة و‌سقوط القسطنطينية في يد «اللاتين» في عام 1204، انقسمت اليونان القارية بين ديسبوتية إبيروس اليونانية (الدولة الخلف البيزنطية) والحكم الفرنسي (المعروف باسم فرانكوكراتيا)، في حين أن بعض الجزر أصبحت تحت حكم البندقية. ترافق إعادة إنشاء رأس المال الإمبراطوري البيزنطي في القسطنطينية في عام 1261 استعادة الإمبراطورية من شبه الجزيرة اليونانية، على الرغم من أن إمارة أخايا الفرنجية في بيلوبونيز وديسبوتية إبيروس اليونانية المنافسة في الشمال بقيت قوى إقليمية مهمة في القرن الرابع عشر، بينما ظلت الجزر إلى حد كبير تحت سيطرة جنوة والبندقية. خلال عهد سلالة باليولوج (1261–1453) ظهرت حقبة جديدة من الوطنية اليونانية مصحوبة بالعودة إلى اليونان القديمة.
كما اقترحت الشخصيات البارزة في ذلك الوقت أيضًا تغيير اللقب الإمبراطوري إلى «إمبراطور اليونان»، وفي أواخر القرن الرابع عشر، كان يُشار إلى الإمبراطور كثيرًا باسم «إمبراطور اليونان». وبالمثل، في العديد من المعاهدات الدولية في ذلك الوقت، أطلق على الإمبراطور البيزنطي لقب «إمبراطور الإغريق» (Imperator Graecorum).
في القرن الرابع عشر، فقدت الإمبراطورية البيزنطية جزءًا كبيرًا من شبه الجزيرة اليونانية في البداية على يد الصرب ثم العثمانيين. بحلول بداية القرن الخامس عشر، كان التقدم العثماني يعني أن الأراضي البيزنطية في اليونان كانت مقتصرة بشكل أساسي على أكبر مدنها آنذاك، سالونيك، وبيلوبونيز (ديسبوتية المورة). بعد سقوط القسطنطينية في يد العثمانيين عام 1453، كانت المورة واحدة من آخر بقايا الإمبراطورية البيزنطية التي صمدت ضد العثمانيين. ومع ذلك، فقد سقطت أيضًا في يد العثمانيين في عام 1460، استكمالًا للغزو العثماني للبر الرئيسي لليونان. مع الغزو العثماني، هرب العديد من العلماء اليونانيين البيزنطيين، الذين كانوا حتى ذلك الحين مسؤولين إلى حد كبير عن الحفاظ على المعرفة اليونانية الكلاسيكية، إلى الغرب، آخذين معهم مجموعة كبيرة من الأدب وبالتالي ساهموا بشكل كبير في عصر النهضة.

### الحكم التركي العثماني
سيطر الأتراك العثمانيون على اليُونان في القرن الرابع عشر الميلادي، وكانت تلك الأراضي تابعة للإمبراطورية البيزنطية، ومُقسمة إلى دويلات صغيرة. واحتل العثمانيون العاصمة البيزنطية، أي القسطنطينية (الآن إسطنبول) عام 1453م، وأصبحت عاصمة للدولة العثمانية، ومنح العثمانيون اليُونانيين المسيحيين حرية العبادة، بالإضافة إلى منحهم الحكم الذاتي المحلي.
قَويت رغبة اليُونانيين للاستقلال عن طريق العمل الجاد والتعليم. وازدادت طبقة التجار عدداً وثراءً فتوسعوا في الصناعة، والتجارة، وطوّروا أسطولاً تجارياً ضخماً، وبنوا عدداً كبيرًا من المدارس، وتعلّّم كثير من اليُونانيين في الدول المتقدمة. وفي عام 1814م، قام تاجر يوناني يسكن أوديسا في روسيا، بإنشاء جمعية الصداقة، التي أسهمت في تنظيم حركة ضد العثمانيين أدّت إلى قيام الثورة اليُونانية.

### الاستقلال
بدأت حرب الاستقلال اليُونانيّة عام 1821م، وتغلب اليُونانيون على الأتراك العثمانيين، وسيطروا على مناطق متعددة في اليُونان. وفي عام 1825م، وبمساعدة الأسطول المصري اقتحم الأتراك اليُونان من الشمال، وأعادوا السيطرة على المناطق التي حررها اليونانيون، ولكن ذلك لم يوقف الثورة.
وفي عام 1827م اتفقت فرنسا وروسيا وبريطانيا على استعمال القوة لإنهاء المعارك، وقام أسطول بحري للدول الثلاث بتدمير الأسطول العثماني والمصري في معركة نافارينو، ثم أعلنت روسيا الحرب على الدولة العثمانية في عام 1828م، فانسحب الأتراك من اليونان لمحاربة الروس. وبعد انسحاب المصريين أصبحت اليُونان دولة مستقلة عام 1829م.
عُقدت اتفاقية لندن عام 1830م، واعترفت كل من فرنسا وروسيا وبريطانيا باليُونان دولة مُستقلة، وتعهدوا بحمايتها. وفي عام 1832م نودي بالأمير أوتو ليكون أول ملك لليونان، وتم تثبيت الحدود السياسية للدولة.
وبلغ سكان المملكة اليُونانية الجديدة نحو 800,000 نسمة، وكانت أراضيها نصف مساحة اليُونان الحالية. وكان يوجد نحو ثلاثة ملايين يُوناني في الأراضي التي ظلت بيد الأتراك و200,000 يُونانيّ في الجزر الواقعة تحت السيطرة البريطانية. وأصبح ضمّ تلك المناطق لليُونان الهدف الكبير لليُونانيين.

في شبه الجزيرة اليونانية بوصفها جزءا من الإمبراطورية البيزنطية في الأرجواني، c.1180، في نهاية هذه الفترة.

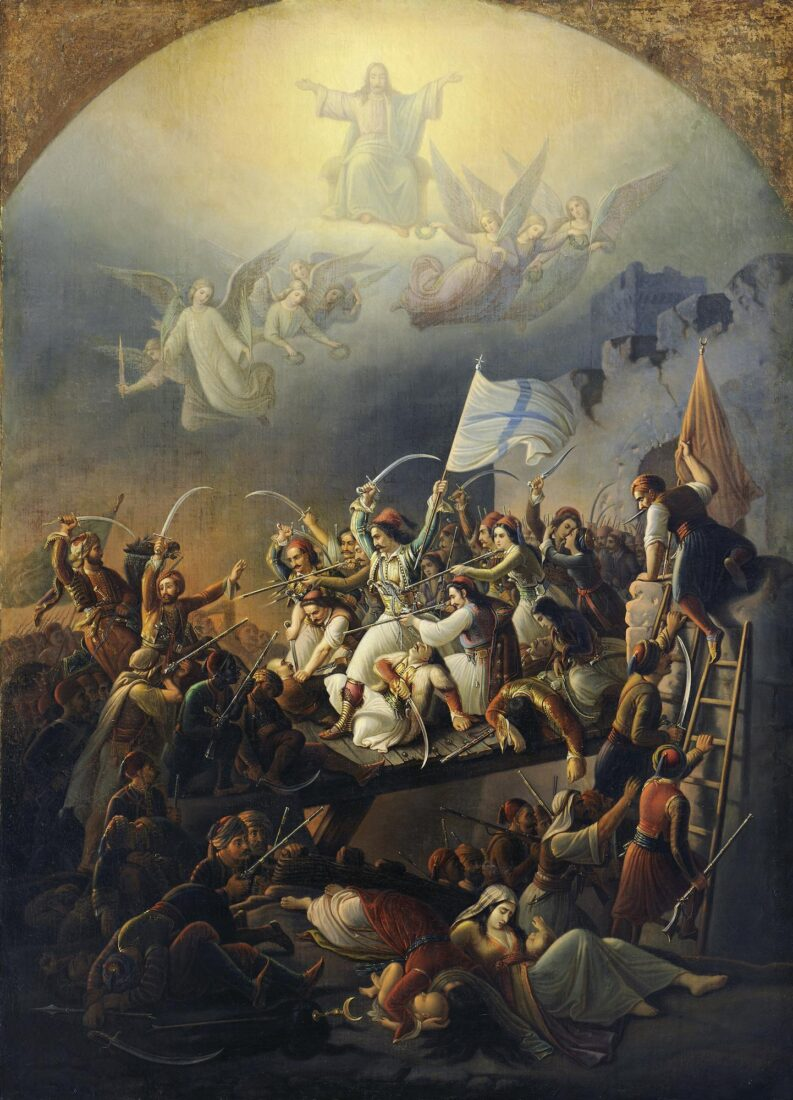
في طلعة من Messolonghi، خلال حرب الاستقلال اليونانية (1821-1830)، بريشة ثيودوروس فريزاكيس.

### أوتو الأول
أصبح أول ملك لليُونان في عام 1832م، ونظرًا لعدم وجود دستور بالبلاد تمتّع الملك ومستشاروه بسلطة غير محدودة، ولم يوجد نفوذ للشعب أو للأفراد أو القادة على الحكومة. وفي عام 1843م قامت ثورة سلمية، وأجبر الملك على قبول الدستور. وبذلك أصبحت اليُونان دولة ملكية دستورية في عام 1844م. وأجبرت ثورة 1862م أوتو على التخلي عن العرش، وعُين مكانه الأمير جورج الأول عام 1863م.

### اليونان في القرن التاسع عشر

#### جورج الأول
منح اليُونانيّين حرية أكثر من أوتو، فصدر في عام 1864م تشريع جديد حدّد سلطة الملك، وأعطى سلطة أكبر للبرلمان. وفي العام نفسه، أعادت بريطانيا الجزر الأيونية لليُونان، وبالمقابل وعد جورج بعدم تشجيع اليُونانيّين على الثورة ضد الأتراك.
حصلت اليُونان على إقليم ثيسالي ومنطقة أرتا جنوبي إبيروس من الدولة العثمانية عام 1881م. وفي عام 1897م، وخلال ثورة كريت ضد الأتراك، اشتعلت حرب بين اليُونان والدولة العثمانية. وبعد خسارة اليونان للحرب، نظمت الدُّول الأوروبية اتفاق سلام منحت بموجبه كريت حكمًا ذاتياً في عام 1898م.
قامت مجموعة من ضباط القوات المسلحة بثورة سلمية عام 1909م، تزعمها إلفثيريوس فينيزيلوس، الذي وافق البرلمان على تنصيبه رئيسًا للوزراء عام 1910م. وقام فنيزلوس بإجراء تغييرات كبيرة في الاقتصاد والقوات المسلحة والخدمة المدنية في اليونان، وظل رئيسًا للوزراء حتى عام 1933م. وفي عام 1913م قُتل الملك جورج، وخلفه على العرش ابنه قسطنطين الأول.

### الحرب العالمية الأولى
بدأت عام 1914م، وطالب فنيزلوس بمحاربة ألمانيا مع دول التحالف، ولكن الملك قسطنطين جعل اليُونان محايدة، فأنشأ فنيزلوس حركة ثورية دعمها الحلفاء، الذين أقاموا قواعد عسكرية لهم في سالونيك لمهاجمة بلغاريا. وفي عام 1917م أُجبِر الملك قسطنطين على التخليّ عن العرش لابنه ألكسندر الأول، ودخلت اليُونان الحرب بجانب الحلفاء في 2 يوليو 1917م. وفي سبتمبر 1918م، تحرّك جيش الحلفاء شمالاً، وهزم البلغاريين الذين وقَّعوا معاهدة الاستسلام في سالونيك، وانتهت الحرب في 11 نوفمبر.
أعطت معاهدة السلام التي تلت الحرب العالمية الأولى اليُونانيين الأراضي التي حلموا بها، فحصلت من الأتراك على منطقة شرق تراقيا، وبعض الجزر الإيجية، وسيطرت مؤقتًا على إقليم أزمير، وحصلت اليُونان من بلغاريا على منطقة غربي إقليم تراقيا.

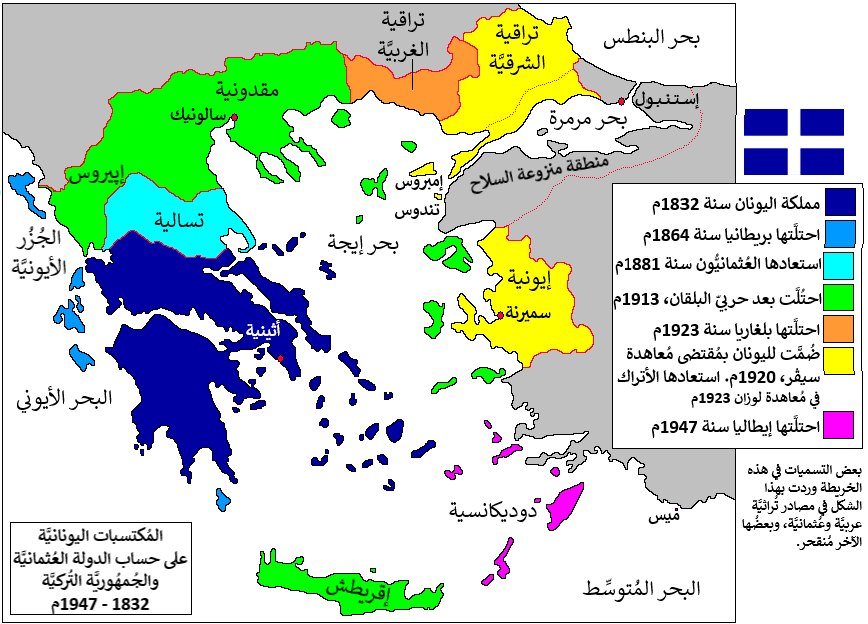
تطور أراضي مملكة اليونان حتى عام 1947.

توفي الملك ألكسندر عام 1920م، وعاد قسطنطين الأول للعرش، وفي عام 1921م جدَّد قسطنطين الحرب ضد الأتراك، وكانت النتيجة هزيمة ساحقة لليُونانيّين عام 1922م، أدت إلى قيام ثورة عسكرية أجبرت قسطنطين على التخليّ عن العرش، وخلفه ابنه جورج الثاني. وانهارت الدولة العثمانية بثورة عام 1922م، وأعلنت الجمهورية التركية في السنة التالية.
وفي عام 1923م نالت اليُونان بموجب معاهدة لوزان الأراضي التركية التي استولت عليها بعد الحرب العالمية الأولى. وأوصت المعاهدة بإنهاء الخلاف بين تركيا واليُونان، وتطَّلب ذلك تهجير 1,250,000 يُونانيّ من تركيا، و400,000 تركي من اليُونان. وبعد الهجرة اليُونانيّة الكبيرة بقي بعض اليُونانيّين تحت السيطرة الأجنبية في شمالي أبيروس في ألبانيا، وفي قبرص التي كانت واقعة تحت سيطرة بريطانيا، وفي جزر دوديكانيز التي كانت واقعة تحت السيطرة الإيطالية.

### بين الحربين العالميتين
أدت ثورة عام 1923م إلى تنحية جورج الثاني عن العرش، وفي السنة التالية أُعلنت اليُونان جمهورية. واستمرت الجمهورية حتى عام 1935م، حيث انقسم الشعب اليُونانيّ ما بين مؤيد لها ومؤيد لرجوع الملك، وضَعُف الاقتصاد اليُونانيّ، لعدم مواكبته للنمو السكاني المرتفع، بسبب زيادة عدد المهاجرين من تركيا، وارتفاع معدّل المواليد.
عادت الملكية لليُونان على إثر انتخابات عام 1933م، وفشلت ثورتان للجمهوريين في عامي 1933م و1935م، وأعادت الحكومة جورج الثاني إلى العرش عام 1935م. وفي انتخابات 1936م، كادت مقاعد الجمهوريين تتساوى مع مقاعد الملكيين، وبذلك أصبح تحقيق التوازن بيد الشيوعيين، الذين حصلوا على 15 مقعدًا من أصل 300 مقعد في البرلمان. ونتيجة لذلك سمح الملك جورج للجنرال جونس ميتاكساس بتكوين حكومة عسكرية استبدادية. وحل الملك البرلمان في 4 أغسطس 1936م، ولم يُعلن تاريخًا لإجراء انتخابات جديدة. واستمرت دكتاتورية ميتاكساس حتى موته عام 1941م.
الحرب العالمية الثانية بدأت هذه الحرب عام 1939م، وأعلنت اليُونان حيادها. وفي 28 أكتوبر 1940م، هاجمت إيطاليا اليُونان، فدحرها اليُونانيّون إلى داخل ألبانيا. وبمساعدة ألمانيا للجيش الإيطالي هُزمت اليُونان في 6 أبريل 1941م، فاحتل الألمان وحلفاؤهم اليُونان، ودمروا اقتصادها. وأنشأ اليُونانيّون حركات مقاومة سرية، كانت الأفضل على مستوى أوروبا.
وبدأ الألمان الانسحاب من اليُونان عام 1944م، حيث دخلتها القوات البريطانية في أكتوبر. واندلعت الحرب الأهلية في أثينا في ديسمبر، ودامت حتى عام 1945م. وقد انتهت الحرب العالمية الثانية في مايو 1945م، وكانت اليُونان من الأعضاء المؤسسين للأمم المتحدة.
أُجريت الانتخابات في مارس 1946م، وتكونت حكومة ملكية، وعاد جورج الثاني إلى العرش في سبتمبر. وفي نهاية عام 1946م حدث تمرد شيوعي ضد الحكومة، سبَّب اندلاع حرب أهلية استمرت حتى عام 1949م. وانهزم المتمردون بسبب المساعدات الاقتصادية والعسكرية الكبيرة التي تلقتها اليُونان من الولايات المتحدة الأمريكية. وتوفي الملك جورج عام 1947م وخلفه على العرش أخوه بول الأول. وفي العام نفسه استعادت اليُونان جزر دوديكانس بعد إبرام معاهدة سلام مع إيطاليا.
وساد في الخمسينيات استقرار سياسي ونمو اقتصادي، وانضمت اليُونان إلى حلف شمال الأطلسي (الناتو) عام 1952م. وفي عام 1953م سُمح للولايات المتحدة بإنشاء قواعد عسكرية في اليُونان.
وحدثت أزمة بين اليُونان وتركيا بسبب جزيرة قبرص، حيث طالب اليُونانيّون القبارصة بالانضمام إلى اليُونان، ونظموا حركة ثورية دعمتها الحكومة اليُونانيّة. وواجه ذلك معارضة من بريطانيا وتركيا. وتم الاتفاق بين اليُونان وتركيا وبريطانيا على منح قبرص استقلالها عام 1960م.
في عام 1952م صدر قانون يعطي المرأة حق الانتخاب، وشَغْل مناصب سياسية في اليُونان. وفي خمسينيات القرن العشرين، في عهد كارمانليس، حدث تطور كبير في الاقتصاد اليُونانيّ بسبب المساعدات من الولايات المتحدة. واستقال كارمانليس في عام 1963م.

### ثورة 1967
أصبح جورج باباندريو من حزب الاتحاد المركزي رئيسًا للوزراء في نوفمبر عام 1963م. وتوفي الملك بول عام 1964م وخلفه على العرش ابنه قسطنطين الثاني، ثم وَقَعت مجابهة بين قسطنطين وباباندريو على سلطة الملك السياسية والسيطرة على الجيش، وقام قسطنطين بعزل باباندريو في 1965م، مما أضعف الحكومة. وللوصول إلى استقرار في الحكومة، تم حل البرلمان في 14 أبريل 1967م، ولم تُجْرَ انتخابات، رغم تحديد 28 مايو موعداً لها.
وفي 21 أبريل 1967م حاصر الجيش قصر الملك، ومكاتب الحكومة، والزعماء، ومحطة الإذاعة. وشكلت لجنة مكونة من ثلاثة عسكريين حكومة مستبدة. وقد تكونت اللجنة من الكولونيل جورج بابا دوبولوس قائداً، والعميد ستيليانس باتاكوس، والكولونيل نكولوس ماكريزوس. وقامت اللجنة بتقييد الحريات، ومنع أي نشاط سياسي، وأجرت اعتقالات واسعة، وفرضت رقابة شديدة على الصحف، وألغت مئات المنظمات الخاصة التي لم تؤيّدها.
وبقي قسطنطين ملكاً بدون سلطة، فحاول في 13 ديسمبر 1967م عزل اللجنة العسكرية، ولكنه فشل، فهرب مع عائلته إلى إيطاليا. وعيَّنت اللجنة وصياً على العرش مكان الملك، وأعلن بابادوبولوس نفسه رئيسًا للوزراء ووزيرًا للدفاع. وللحصول على تأييد الشعب، قام بإطلاق سراح السجناء، عدا 200 سجين أغلبهم من الشيوعيين، وقلل الرقابة على الصحافة، وألغى ديون الفلاحين للبنوك. وفي عام 1968 أعلن عن دستور جديد أعطى سلطة أكبر لرئيس الوزراء، وعلق حرية الصحافة والانتخابات النيابية، وكثيراَ من الحقوق الفردية.
إعادة الديمقراطية. فشل انقلاب قام به ضباط من الجيش في مايو 1973م، واتُّهمت حكومة الملك قسطنطين بتدبير الانقلاب. وفي يونيو 1973م أعلن بابادوبولس نهاية الملكية وبداية عهد الجمهورية، وأصبح رئيسًا لليُونان في أغسطس، وبدأ يحضّر للانتخابات البرلمانية. وفي 25 نوفمبر قامت مجموعة عسكرية بانقلاب، فعُزلت الحكومة وعُين الفريق فيدون جيزكس رئيسًا.
تجدَّد النزاع بين تركيا واليُونان على قبرص عام 1974م، وتم الاتفاق على هدنة؛ لمنع توسع الحرب بين الدولتين، فأثر ذلك في الحكومة، وأدّى إلى انهيارها، فاستدعى القادة العسكريون قسطنطين كارمانليس، ليصبح رئيساً للوزراء في 24 يوليو 1974م.
وفي نوفمبر، أُجريت أول انتخابات منذ عشر سنوات، وفاز فيها حزب الديمقراطية الجديد بزعامة كارمانليس. وفي ديسمبر، اقترع الشعب لجعل الدولة جمهورية، ووضع دستور جديد للدولة عام 1975م. وفي انتخابات 1977م فاز حزب الديمقراطية الجديد. وفي عام 1980م استقال كارمانليس، وخلفه جورج راليس رئيساً للوزراء. وانتخب كارمانليس رئيساً مرة أخرى عام 1990م. وفي عام 1981م أصبحت اليُونان عضواً في المجموعة الأوروبية (الآن الاتحاد الأوروبي).

### تطورات حديثة
في انتخابات 1981م سيطر حزب الحركة الاشتراكية اليُونانيّة على البرلمان، فتشكلت أول حكومة اشتراكية في اليُونان، وأصبح زعيم الحزب أندرياس باباندريو ابن رئيس الوزراء السابق جورج باباندريو رئيسًا للوزراء. ووسَّعت الحكومة برامج الرعاية الاجتماعية، وزادت الدخل الفرديّ، وخططت لتخفيف التضخُّم والبطالة. وكسب الحزب الانتخابات مرّةً أُخرى في عام 1985م، وبقي باباندريو رئيساً للوزراء لفترة ثانية. وخسر حزب الحركة الاشتراكية الانتخابات في عام 1989م، وتشكلت حكومة ائتلافية ضعيفة، ما لبثت أن انهارت في بداية 1990م. وفاز حزب الديمقراطية الجديد في انتخابات نيسان 1990م، وأصبح قسطنطين متسوتاكس رئيساً للوزراء. وعاد حزب باباندريو للحكم إثر انتخابات عام1994م. وفي يناير 1996م، قدم باباندريو استقالته إثر إصابته بمرض عضال وانتخب ممثلو حزب الحركة الاشتراكية اليُونانية في البرلمان وزير الصناعة الأسبق كوستاس سميتس خليفة له. وفي يونيو 1996م، رحل باباندريو وأقيم عليه حداد رسمي. وفي أكتوبر فاز حزب الحركة الاشتراكية اليُونانية في الانتخابات، وظل سميتس رئيساً للوزراء.

## الجغرافيا

### المساحة
تبلغ مساحة اليُونان حوالي 131,957 كيلومترًا مربع، مقارنة مع الدول العربية، فمساحتها تعادل مساحة كل من الأردن وفلسطين مجتمعة. تشكل الجزر اليُونانية حوالي ربع هذه المساحة، حيث يبلغ عددها الإجمالي حوالي 9841 جزيرة. جزيرة كريت هي أكبرهم، حيث تبلغ مساحتها حوالي 8260 كم².

### الموقع

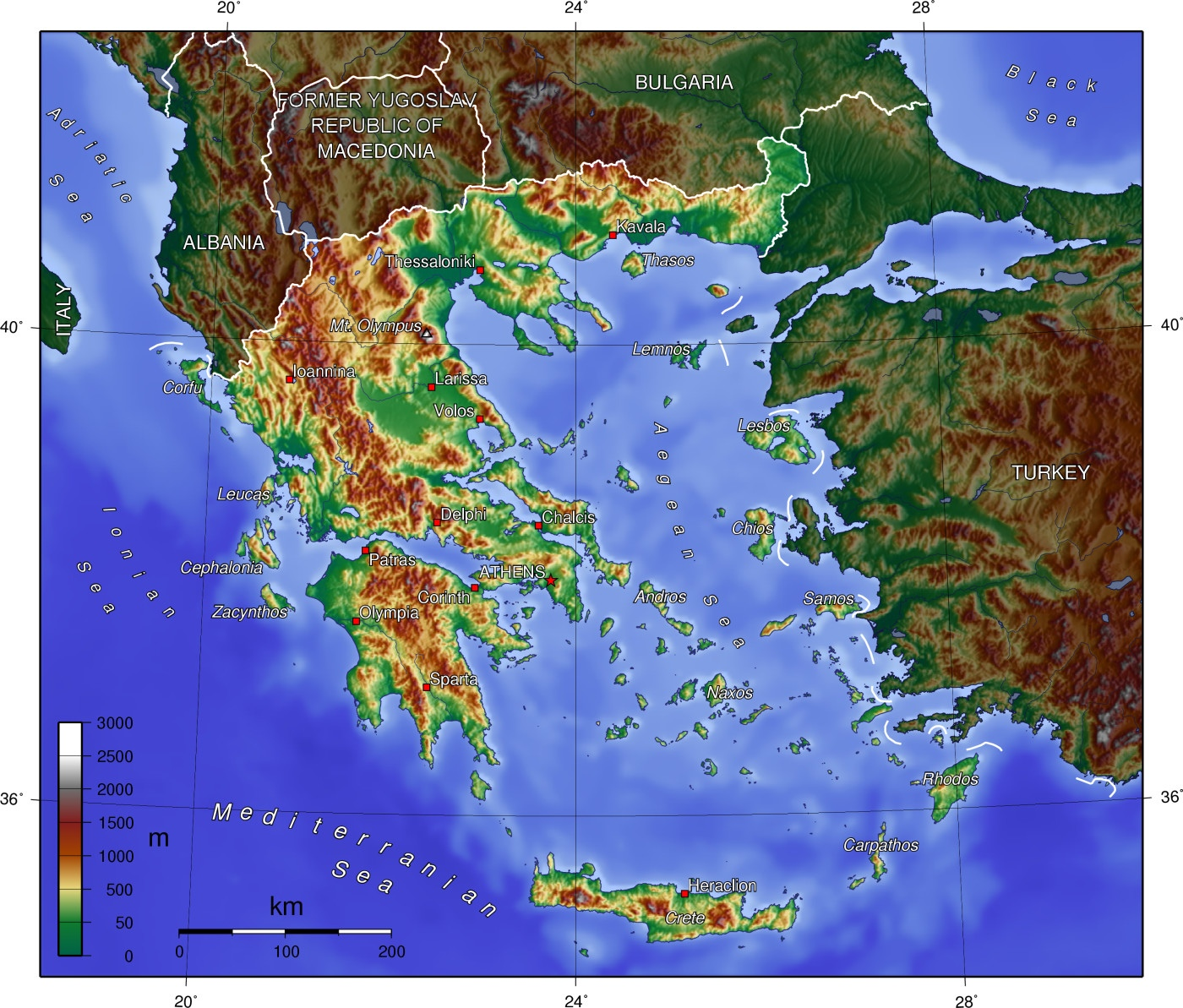
خريطة طوبغرافية لليونان.

تقع اليُونان في جنوب وجنوب شرق أوروبا في الجزء الجنوبي من البلقان، تفصل قناة كورينث شبه جزيرة بيلوبونيسوس عن أراضي اليابسة اليونانية الشمالية. يبلغ مجمل طول الساحل اليُوناني حوالي 15,000 كم ومجمل حدود برية تبلغ 1,160 كم. ما يقارب من 80% مساحة البلاد هي عبارة عن مرتفعات جبلية، جاعلة من اليُونان من أكثر بلاد أوروبا ارتفاعا عن مستوى سطح البحر. يحتوي غرب اليُونان على بحيرات عدة.

### الجبال

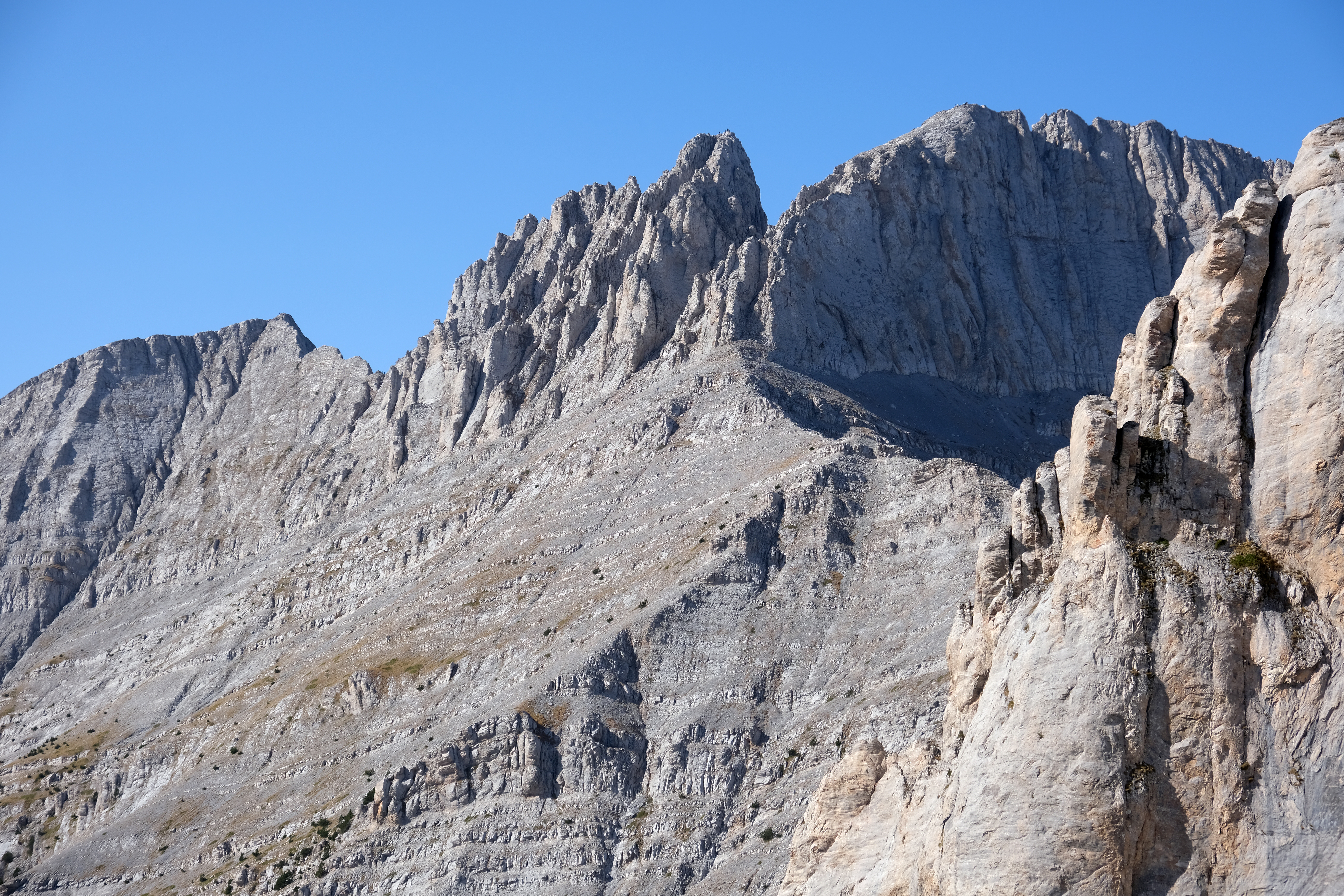
جبل الأوليمب هو أعلى جبل في اليونان والمركز الأسطوري لآلهة الأوليمب.

سلسة الجبال الرئيسية تدعى بيندوس، يبلغ ارتفاع أعلى قممها 2,636 متر. تعتبر هذه السلسة امتدادا لسلسلة جبال الألب الدينارية، حيث تنحدر جنوبا لتصل في النهاية إلى جزيرة كريت. في الواقع، فإن الجزر الواقعة على امتداد هذا الخط كانت يوما ما عبارة عن قمم لهذه السلسلة الجبلية إلى أن تم تغطيتها بمياه البحر المتوسط، جبل أوليمبيا أو أوليمبوس هو أعلى جبال البلاد، حيث تبلغ ارتفاع قمته 2,925 متر فوق سطح البحر. تقع سلسلة رودوفه (Rhodope) الجبلية في شمال البلاد، تغطيها الغابات بشكل كثيف. تتواجد السهول في شرق اليُونان وفي الشمال أيضاً. كما أن حوالي نصف مساحة البلاد تغطيها الغابات.

### المناخ

خريطة تصنيف كوبن للمناخ في اليونان.

مناخ اليُونان ينقسم إلى ثلاثة أنواع: مناخ البحر المتوسط، المناخ الألبي (نسبة إلى جبال الألب) والمناخ المعتدل. المناخ الأول يتميز بحرارته صيفا واعتداله شتاء. تتمتع اليُونان بمعدل درجات حرارة ثابتة ومعتدلة بشكل عام. تسقط الثلوج في فصل الشتاء على المرتفعات وحتى على أثينا وعلى جزيرة كريت أحيانا.

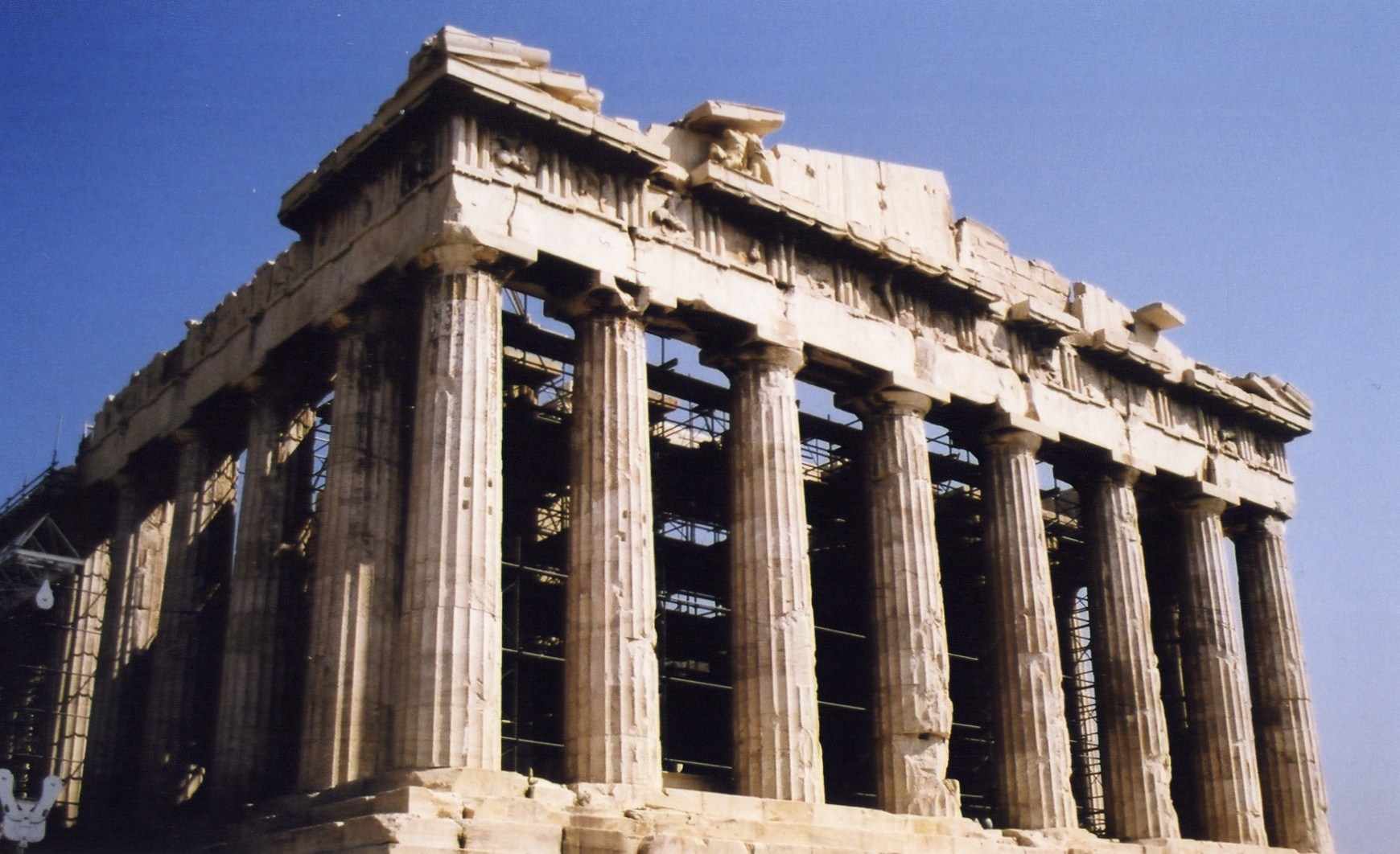
معبد الأكروبوليس في أثينا

## السكان
معدل الخصوبة البالغ 1.4 طفل لكل امرأة أقل بكثير من معدل الإحلال البالغ 2.1، وأحد أدنى المعدلات في العالم، وأقل بكثير من أعلى مستوى بلغ 5.5 طفل في عام 1900. يبلغ متوسط العمر في اليونان 44.2 عامًا، وهو سابع أعلى معدل في العالم. في عام 2001، كان 17٪ من السكان يبلغون من العمر 65 عامًا أو أكثر، و68٪ تتراوح أعمارهم بين 15 و64 عامًا، و15٪ كانوا 14 عامًا أو أقل. بحلول عام 2016، ارتفعت نسبة السكان الذين تبلغ أعمارهم 65 عامًا أو أكثر إلى 21٪، بينما انخفضت نسبة من تبلغ أعمارهم 14 عامًا أو أقل إلى أقل قليلاً من 14٪. بدأت معدلات الزواج في الانخفاض من حوالي 71 لكل 1000 نسمة في عام 1981 إلى 51 في عام 2004. وشهدت معدلات الطلاق زيادة من 191 لكل 1000 زواج في عام 1991 إلى 240 لكل 1000 زواج في عام 2004.

### مجموعة العرقية
إلى جانب أغلبية السكان اليُونانية، هناك أقليات عدة، أهمها:
- الألبانية
- الأرمنية: حوالي 100,000 في وسط اليونان
- البلغارية: حوالي 30,000 في شمال شرق اليونان
- السلافية: معظمهم في شمال البلاد
- التركية: حوالي 150,000، معظمهم في تراقيا

### الجاليات
بسبب قرب اليُونان من قارتي أفريقيا وآسيا، فهناك العديد من الجاليات الأجنبية المقيمة في البلاد، يشكل المهاجرون معظمهم. أهم هذه الجاليات: الألبان، البوسنيون، العرب (السوريون، العراقيون، المصريون) وغيرهم. يستغل بعض المهاجرون غير القانونيون اليُونان كمحطة عبور إلى بلدان أوروبية أخرى.

### الهجرة

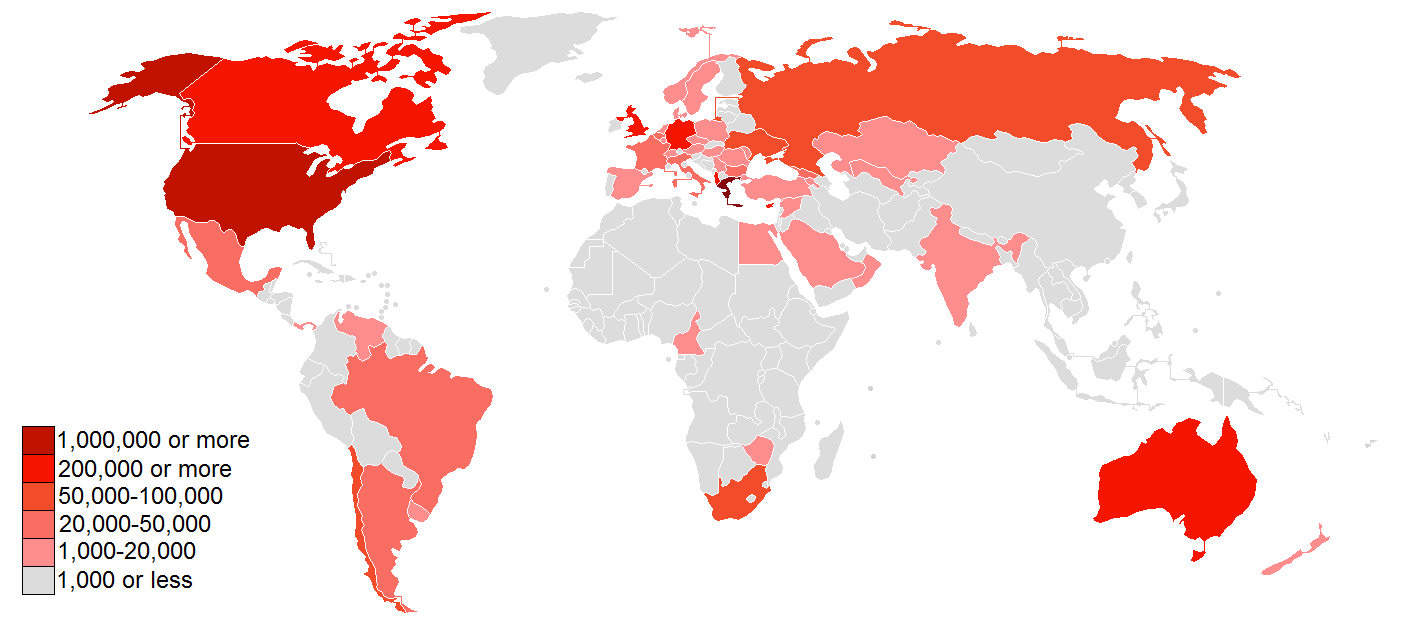
خريطة الدول الخمسين التي تضم أكبر جاليات الشتات اليوناني

طوال القرن العشرين، هاجر ملايين اليونانيين إلى الولايات المتحدة والمملكة المتحدة وأستراليا وكندا وألمانيا، مما أدى إلى إنشاء جالية يونانية كبيرة. بدأت الهجرة الصافية في إظهار أرقام إيجابية منذ سبعينيات القرن العشرين، ولكن حتى بداية التسعينيات، كان التدفق الرئيسي عبارة عن المهاجرين اليونانيين العائدين أو اليونانيين البنطيين وغيرهم من روسيا وجورجيا وتركيا وجمهورية التشيك وأماكن أخرى في الكتلة الاشتراكية السابقة.

### اللغة
اللغة اليونانية هي اللغة الرسمية واللغة الأولى في البلاد، الذي يعود تاريخها منذ حوالي 3,500 عام. اللغة المتداولة الآن في اليُونان هي اليُونانية الحديثة منها. يبلغ عدد متحدثيها في العالم حوالي 15 مليون نسمة، معظمهم في اليُونان نفسها.

### الديانة

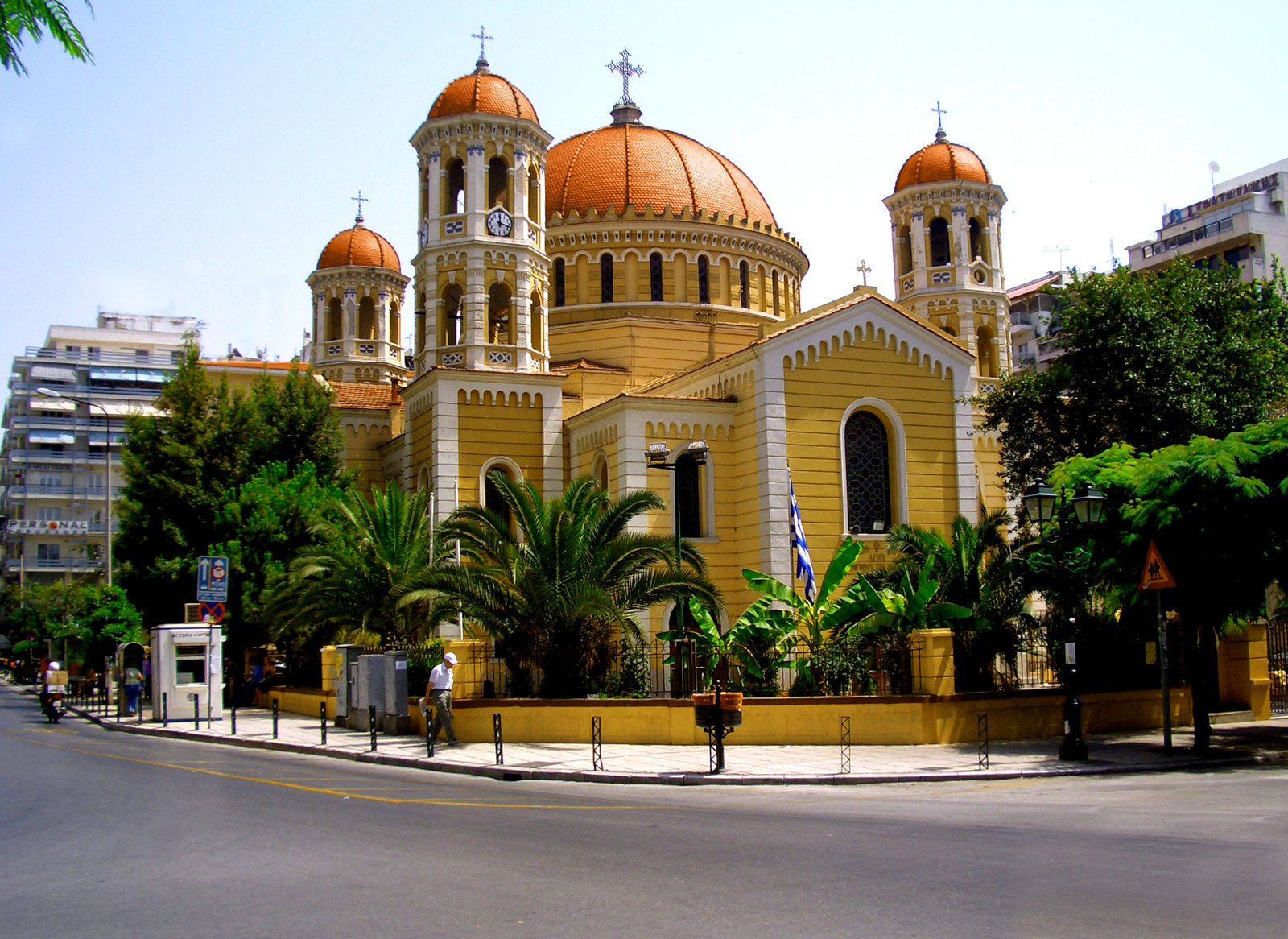
كنيسة القديس غريغوريوس بالاماس، في مدينة سالونيك.

معظم السكان يدينون بالديانة المسيحية الأرثوذكسية حيث 98% من السكان مسيحيون أرثوذكس. رسميًا يضمن الدستور اليُوناني حرية الأديان ولا يحدد دينا رسميا للبلاد، ولكن يشير إلى مركز الأرثوذكسية المهم في المجتمع اليُوناني.
بالنسبة للمسلمين فهم يشكلون ما نسبته 1.3% من السكان، معظمهم من أصل تركي أو بلغاري، وهم مقيمون في تراقيا (شمال شرق البلاد). بالإضافة إلى نحو مليون عامل عربي يقيمون في اليُونان بصفة شرعية وغير شرعية لأسباب اقتصادية. ولا يوجد أي مسجد في العاصمة أثينا، وترفض الحكومة التصريح بإقامة مساجد في العاصمة [بحاجة لمصدر]. الموقف قد يكون ناشئا من العداوة التاريخية مع تركيا، هناك أيضا أقليات مسيحية أخرى كالكاثوليك والبروتستانت.

### الأعياد والعطلات الرسمية
تبدأ السنة الميلادية في اليُونان كباقي الدول الأوروبية بعيد رأس السنة في 01-01 ويسمى (Πρωτοχρονιά-prothxronia)
- 06-01 عيد الغطاس وهو عيد يقوم به القديسين في الكنائس برمي صليب في الماء البارد وعلى أحد أبناء المنطقة أيجاده
- 08-01 عيد النساء ويتم فيه ببعض المناطق تبادل الأدوار بين النساء والرجال
- من 31-01 إلى 22-02 أعياد الكرنفلات وأشهرها كرنفال باتراس في مدينة باترا
- 25-03 عيد البشارة
- عيد الفصح
- عيد القديس جورج في 23-04
- عيد العذراء في 15 آب
- عيد الميلاد المجيد 25-12

## السياسة

### النظام السياسي

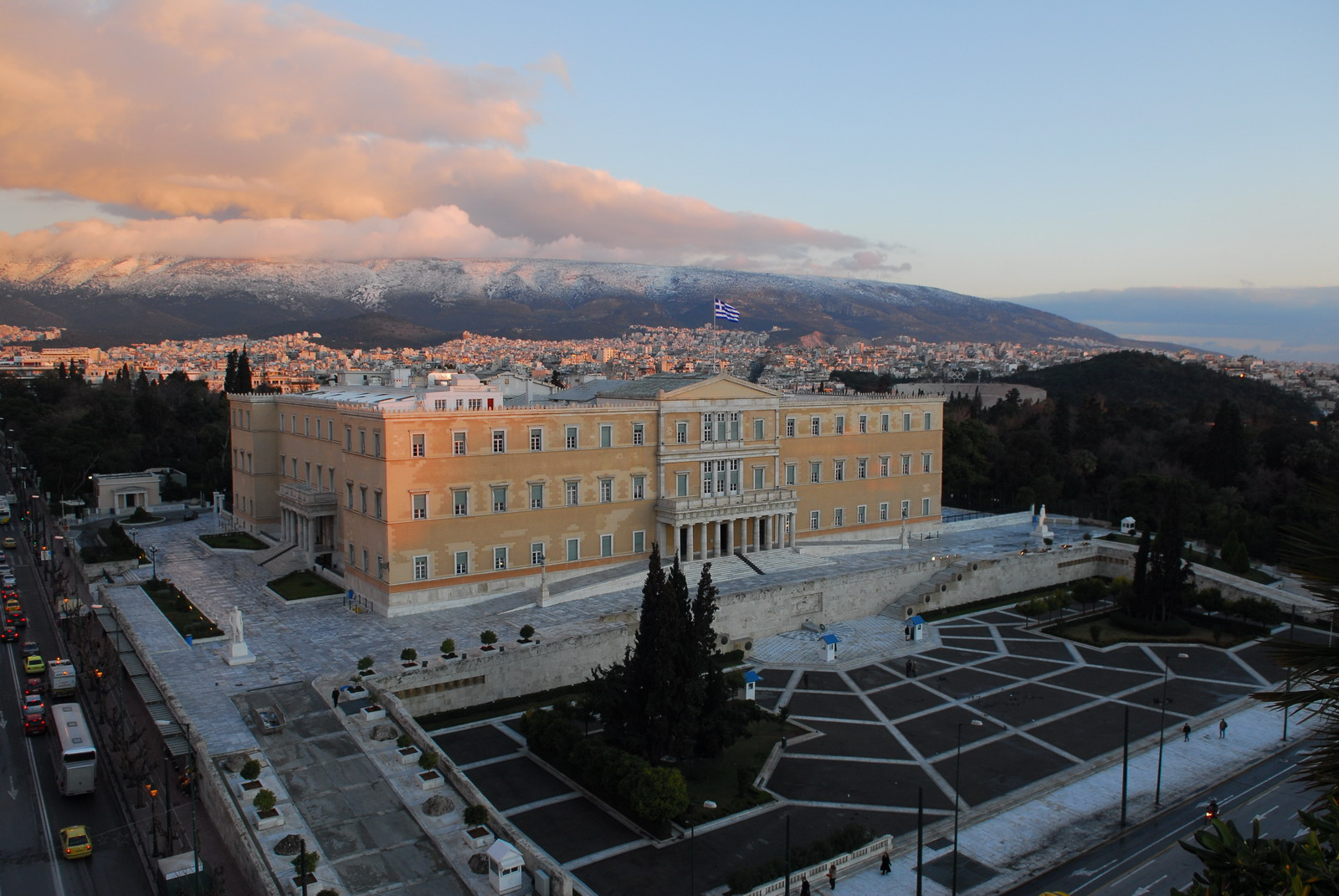
مبنى البرلمان اليوناني

ضمن الدستور اليُوناني المعدل عام 1974م الحقوق المدنية للمواطنين، كما حدد صلاحيات رئيس الجمهورية، الذي أصبح من الآن وصاعداً يتم انتخابه بشكل غير مباشر من الشعب، أي يتم تزكيته من مجلس الجمهورية. يتكون الأخير من رئيس الوزراء ورؤساء جميع الأحزاب الممثلة في البرلمان، إضافة إلى جميع رؤساء الوزراء السابقين الذين منحوا الثقة من البرلمان لمرة واحدة على الأقل. تزكية المجلس هي ليست إلزامية.

### السلطة التنفيذية
يلعب رئيس الوزراء ومجلس الوزراء الدور التنفيذي الرئيسي في النظام السياسي اليُوناني. يناط رئيس الجمهورية في المقابل ببعض المهام الإدارية والفخرية، الذي يتم انتخابه كل خمس سنوات من قبل البرلمان. يسمح بإعادة انتخابه مرة واحدة فقط.

### الانتخابات
البرلمان اليُوناني (باليُونانية: the Vouli ton Ellinon) يتكون من مجلس واحد به 300 عضو منتخب لفترة نيابة تبلغ أربعة سنوات. تطبق اليُونان نظام انتخابي معقد يعتمد على القوائم، يؤهل الأحزاب الكبيرة من السيطرة على البرلمان ويهمل الأحزاب الصغيرة. يجب على أي حزب يريد تمثيل نفسه في البرلمان الحصول على 3% من نسبة نتائج الانتخابات العامة.

### البرلمان اليُوناني
يعتمد النظام البرلماني اليُوناني على مبدأ ديدلوميني (باليونانية: dedilomeni) الذي يعني بالعربية «الثقة المعلنة»، التي يتم منحها من البرلمان لرئيس الوزراء وطاقمه الوزاري. يتم منح هذه الثقة إذا حصل الفريق الوزاري على أغلبية أصوات نواب البرلمان، أي أصوات 151 عضواً، كما يتم تجديدها أو حجبها كل عام مع تقديم الطاقم الوزاري لتقرير ميزانية الدولة.

### الأحزاب
أهم الأحزاب السياسية اليُونانية هي:
- حزب اليسار وحركة البيئة (باليونانية: Συνασπισμος) - SYN (يساري متشدد)
- المنظمة الشيوعية اليونانية (باليونانية: Κομμουνιστική Οργάνωση Ελλάδας) - ΚΟΕ (شيوعي يساري)
- الحزب الشيوعي اليوناني (باليونانية: Κομμουνιστικο Κομμα Ελλαδας) - KKE (شيوعي)
- الحركة الديمقراطية الاجتماعية (باليونانية: Δημοκρατικο Κοινωνικο Κινημα) - DI.K.KI (اشتراكيون اجتماعيون)
- حزب اليونان البيئي (باليونانية: Οικολόγοι Ελλάδας) - EG (بيئي)
- حزب الخضر (باليونانية: Οικολόγοι Πράσινοι) - OP (بيئي)
- الجبهة الهلنية (باليونانية: Ελληνικό Μέτωπο) - Elliniko Metopo (يميني متشدد)
- الحزب الشيوعي الماركسي-اللينيني اليوناني (باليونانية: Μαρξιστικο - Λενινιστικο Κομμουνιστικο Κομμα Ελλαδας) - M-L KKE (حزب ماوي (شيوعي صيني)
- الديمقراطية الجديدة (باليونانية: Νεα Δημοκρατια) - ND (يميني محافظ)
- الحركة الاشتراكية اليونانية (باليونانية: Πανελληνιο Σοσιαλιστικο Κινημα) - PA.SO.K (اشتراكي)
- الإنذار الأرثوذكسي الشعبي (باليونانية: Λαϊκός Ορθόδοξος Συναγερμός) - LA.O.S. (يميني متشدد)
- جبهة اليسار الراديكالية (باليونانية: Μετωτο Ριζοσπαστικης Αριστερας)- MERA (يساري متشدد)
- حزب قوس قزح (باليونانية: Oυράνιο Tόξο; مقدوني سلافي: Виножито) - OT (RP) (حزب إقليمي يدعم حقوق الأقلية المقدونية مقدوني سلافي حزب أقلية)
- حزب العمال (باليونانية: Σοσιαλιστικό Εργατικό Κόμμα) - SEK (يساري ثوري)
- اتحاد الوسطيين (باليونانية: Ένωση Κεντρώων) - EK (UC) (وسط)

### التقسيمات الادارية
تقسم اليُونان إلى 13 إقليم رئيسي (يدعى باليُونانية nomoi، مفردها nomos)، والتي بدورها تنقسم إلى 51 تقسيما إداريا (مقاطعة) و147 تقسيما فرعيا تسمى قضاء.

#### أهم المدن
- أثينا (730 ألف نسمة/تقدير 2005) هي عاصمة اليونان وأكبر مدنها.
- سالونيك (355 ألف نسمة/تقدير 2005).
- بيرايوس (172 ألف نسمة/تقدير 2005).
- باتراي (163 ألف نسمة/تقدير 2005).
- بيريستيريون (137 ألف نسمة/تقدير 2005).
- ايراكليون (137 ألف نسمة/تقدير 2005).

#### الأقاليم الرئيسية

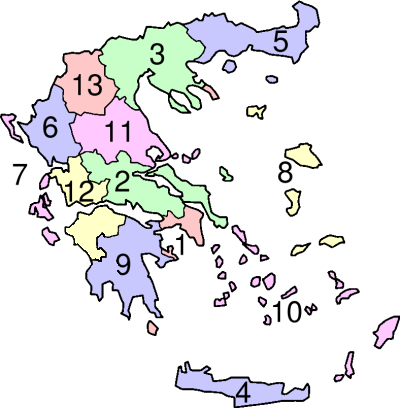
خريطة توضح الأقاليم في اليونان

- أتيكا
- وسط اليونان
- مقدونيا الوسطى
- كريت
- مقدونيا الشرقية وتراقيا
- إبيروس
- الجزر الأيونية
- شمال إيجة
- بيلوبونيز
- جنوب إيجة
- ثيساليا
- غرب اليونان
- مقدونيا الغربية

### السياسة الخارجية
لعبت العلاقات اليُونانية مع كل من الاتحاد الأوروبي، الولايات المتحدة، تركيا والدول العربية دورا مهما في تحديد توجه السياسة الخارجية على مدى السنين السابقة. فكان لانضمام اليُونان إلى الاتحاد الأوروبي عام 1981 أثراً إيجابياً على الاقتصاد اليُوناني وداعما للسياسة اليُونانية الخارجية مع دول أخرى وخاصة مع تركيا، التي تربطها مع اليُونان علاقات مهمة، يشوبها التوتر في معظم الأحيان. تركيا هي الجارة الكبرى لليُونان والمنافس الرئيسي لها في منطقة جنوب البلقان وشرق المتوسط وفي حلف الناتو. ترجع أسباب توتر هذه العلاقة إلى مئات السنين إلى الوراء وخاصة منذ بداية الاحتلال العثماني لليُونان وحتى الاستقلال في 1821. تزايدت خاصة مع تزايد النزاعات الحدودية وبعد التدخل العسكري التركي عام 1974 في جزيرة قبرص، التي يجمعها مع اليُونان اللغة، الثقافة والدين. اتبعت الحكومات اليُونانية السابقة، التي غلب عليها الطابع الاشتراكي، سياسة داعمة للحقوق العربية في الصراع العربي الإسرائيلي، نبع هذا الموقف كتحالف استراتيجي غير معلن بين الدول العربية واليُونان، ضد التهديد التركي ودعمها من كل من الولايات المتحدة وإسرائيل. اليوم تسعى اليُونان إلى تركيز علاقاتها الخارجية ضمن اطار العلاقات الخارجية للاتحاد الأوروبي.

## الاقتصاد والبنية التحتية

### السياحة
تتبع اليُونان سياسة اقتصادية شبه رأس مالية مع وجود قطاع عام كبير ومساهمته بحوالي نصف الناتج القومي الإجمالي للجمهورية. كما وتلعب السياحة دورا مهما في جلب العائدات. كذلك تعد اليُونان بلدا رائدا في النقل البحري، حيث تعد الأولى عالميا في امتلاك الحاويات، والثالثة من حيث امتلاك السفن التي تحمل علمها. يساهم الاتحاد الأوروبي بحوالي 2,4% من الناتج القومي اليُوناني.

### العملة
تحسن أداء الاقتصاد اليُوناني بشكل ملحوظ في السنوات الأخيرة. قامت الحكومة اليُونانية في التسعينات من القرن الماضي بإتباع سياسة اقتصادية شديدة كي تستطيع اليُونان اللحاق بتطبيق العملة الأوروبية الموحدة اليورو في عام 2001. اتضح فيما بعد بأن الحكومة اليُونانية في هذه الفترة، قدمت معلومات غير صحيحة عن أداء الاقتصاد اليُوناني للاتحاد الأوروبي، مما أدى إلى تأهلها إلى تطبيق تداول اليورو. بعد اكتشاف الأمر في 2004، قرر الاتحاد الأوروبي منح اليُونان مهلة عامان 2005 و2006 لتصحيح أداء الاقتصاد وخفض الميزانية لكي يكون أقل من 3% من الميزانية حسب بنود ميثاق الاستقرار الخاص باليورو. قدر الدخل العام بالنسبة للفرد في عام 2004 بحوالي 22,000 دولار أمريكي. لدى اليُونان قطاع اتصالات وخدمات كبير. يوجد في اليُونان عمالة أجنبية كبيرة، يأتي معظمهم من دول أوروبا الشرقية، الشرق الأوسط، باكستان وأفريقيا، الذين يشكل مجموعهم حوالي 10% من مجموع تعداد السكان.

### المصارف
كان مصرف اليُونان (أو المصرف اليوناني المركزي) هو الجهة الوحيدة المخولة بإصدار الدراخما (العملة اليُونانية السابقة) وتحديد سعر صرفها. الآن أصبح المصرف أحد هيئات البنك المركزي الأوروبي.

### الصناعات
أهم الصناعات اليُونانية هي التبغ، والمواد الغذائية، والكيماويات، والمنتجات المعدنية والتعدين، وتكرير النفط.

### الزراعة
أهم المحاصيل الزراعية المنتجة في اليُونان هي القمح، الذرة، الشعير، الشمندر السكري، الزيتون، العنب، التبغ، البطاطس، إلى جانب المنتجات الحيوانية كالألبان. أهم الصادرات اليُونانية: المنتجات الزراعية، المواد الغذائية المصنعة، الأجهزة الكهربائية وبرامج الحاسوب والوقود المكرر. أكبر الشركاء التجاريين لليُونان هم إيطاليا، ألمانيا، فرنسا والمملكة المتحدة.

### السكك الحديدية
يبلغ مجموع طول السكة الحديدية اليُونانية حوالي 2500 كم ومجموع الطرق حوالي 117 ألف، منها حوالي 107 ألف معبدة.

### الموانئ
توجد موانئ بحرية في معظم المدن الساحلية الكبيرة، أهم هذه الموانئ موجودة في باريوس piraeus-ثيسالونيكي، هيراكليون (كريت) وباتراس.

### المطارات
كما توجد عدد كبير من المطارات الدولية في اليُونان أهمها في العاصمة أثينا، يرجع سبب كثرتها لتغطية حركة السياحة الكبيرة في البلاد.

### القطارات
لدى أثينا شبكة قطارات تحت الأَرض (مترو)، تم افتتاحها قبل بدء الألعاب الأوليمبية التي أقيمت فيها عام 2004.

## العلوم والتكنولوجيا
تتولى الأمانة العامة للبحوث والتكنولوجيا بوزارة التنمية والتنافسية مسؤولية تصميم السياسات الوطنية للبحث والتكنولوجيا وتنفيذها والإشراف عليها. عام 2017، وصل الإنفاق على البحث والتطوير (R&D) إلى أعلى مستوى له على الإطلاق حيث بلغ 2 مليار يورو، أي ما يعادل 1.14% من الناتج المحلي الإجمالي.

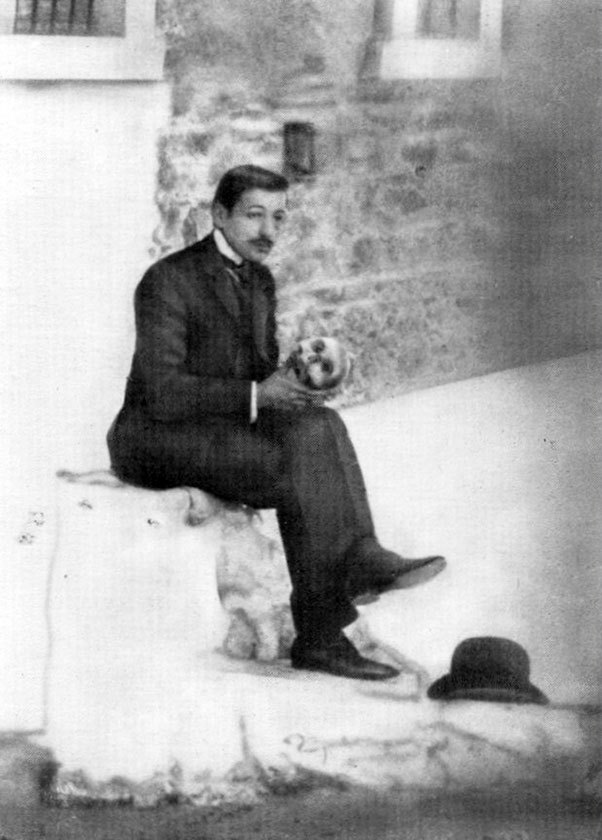
جورجيوس بابانيكولاو، رائد في علم الأمراض الخلوي والكشف المبكر عن السرطان

حقّق إجمالي الإنفاق على البحث والتطوير في اليونان ثالث أعلى زيادة في أوروبا، بعد فنلندا وأيرلندا بين عامي 1990 و1998 على الرغم من أنه أقل من معدل الاتحاد الأوروبي البالغ 1.93%. احتلت اليونان المرتبة 42 في مؤشر الابتكار العالمي عام 2023، لكنها تراجعت للمركز 45 في مؤشر عام 2024.

تمتلك اليونان العديد من مجمعات التكنولوجيا الكبرى مع مرافق حاضنة، وهي عضو في وكالة الفضاء الأوروبية (ESA) منذ عام 2005. بدأ التعاون بين وكالة الفضاء الأوروبية ولجنة الفضاء الوطنية اليونانية في عام 1994 بتوقيع أول اتفاق تعاون. بعد التقدم بطلب للحصول على العضوية الكاملة في عام 2003، أصبحت اليونان العضو السادس عشر في وكالة الفضاء الأوروبية في 16 مارس 2005. وتشارك البلاد في أنشطة الاتصالات والتكنولوجيا التابعة لوكالة الفضاء الأوروبية وفي مبادرة الرصد العالمي للبيئة والأمن.
تأسس المركز الوطني للبحث العلمي "ديموكريتوس" عام 1959 وهو أكبر مركز بحثي متعدد التخصصات في اليونان. واليوم، تشمل أنشطته العديد من مجالات العلوم والهندسة.
تتمتع اليونان بأحد أعلى معدلات الالتحاق بالتعليم العالي في العالم، في حين أن اليونانيين ممثلون بشكل جيد في الأوساط الأكاديمية في جميع أنحاء العالم؛ توظف العديد من الجامعات الغربية الرائدة عددًا كبيرًا بشكل غير متناسب من أعضاء هيئة التدريس اليونانيين. تطورت المنشورات العلمية اليونانية بشكل ملحوظ من حيث تأثير البحث، متجاوزة كلاً من معدل الاتحاد الأوروبي والمعدل العالمي من عام 2012 إلى عام 2016.
من العلماء اليونانيين البارزين في العصر الحديث جورجيوس بابانيكولاو (مخترع لطاخة بانيكولاو)، وعالم الرياضيات قسطنطين كاراثيودوري (المعروف بـ نظريات كاراثيودوري وحدسية كاراتيودوري)، وعالم فلك إيغنيوس أنطونيادي، وعلماء الآثار إيوانيس سفورونوس، وفاليريوس ستايس، وسبيريدون ماريناتوس، ومانوليس أندرونيكوس (اكتشف قبر فيليب الثاني المقدوني في فيرغينا)، وعالم النبات ثيودوروس جي أورفانيدس، وعلماء آخين مثل مايكل ديرتوزوس، ونيكولاس نيغروبونتي، وجون أرجيريس، وجون إليوبولوس (الحائز على جائزة ديراك عام 2007 لمساهماته في فيزياء كوارك فاتن)، وجوزيف سيفاكيس قائمة الحاصلين على جائزة تورنغ عام (2007)، وهي بمثابة "جائزة نوبل لعلوم الكمبيوتر"، وكريستوس باباديميتريو الحائز على جائزة نوث عام 2002، وميهاليس ياناكاكيس الحائز على جائزة جائزة جودل عام 2012 والفيزيائي ديميتري نانوبولوس الحائز على جائزة نوث عام 2005.

## التعليم في اليونان

### الجامعات والمعاهد
هناك ثلاث أنواع رئيسية للتعليم العالي في اليُونان:
- المعهد التعليمي التقني
- الجامعة الأكاديمية
- البوليتكنيو (البوليتكنيك)
- أشهر معاهد البوليتكنيك اليونانية هي جامعة أثينا الوطنية التقنية، التي عرفت بانتفاضة الطلاب عام 1973.

## الثقافة
اليُونان ليست ملتقي جغرافياً مع العالم العربي والقارة الأوروبية فقط، بل أيضاً ملتقي الطرق من الأفكار والعادات واللغات والمعرفة منذ العصور القديمة. ومن خلال الثقافة التي توصف بأنها أقدر العناصر لتكوين ملمح، أو صورة حول ذلك المركب. يمكن وصف التراث الثقافي اليُوناني بأنها تستند بشكل مميز على إعادة تشكيل ماهر من عناصر الخيال اليُوناني القديم، امجاد الإمبراطورية اليونانية والحداثة الأوروبية التي تكون ملامح عالمية من الحضارة الإغريقية الحديثة. وإذا جاز وصف الحضارة بإنها المجموع الكلي للإنجازات لمجموعة من الناس. وفي السياق التاريخي للتطور الفكري للبشر الذي تطور على مدى آلاف السنين، أثرت الحضارة اليُونانية بشكل كبير ومتنوع مسيرة البناء المعرفي الإنساني، عبر العلوم، والفلسفة، والأساطير، والآداب، والعمارة، والفن، والمهرجانات، والمسرح، وغيرها. وتعود أولى النصوص اليُونانية المكتشفة إلى القرن الخامس عشر قبل الميلاد، واليُونانية اليوم هي اللغة الأم لحوالي 12 مليون شخص. وتشير التقديرات إلى أن العدد الإجمالي للأشخاص الذين يتحدثون اليونانية كلغة أولى أو ثانية حوالي 25 مليون نسمة. الثقافة والتقاليد اليُونانية المعاصرة غنية جداً، وموطن ثروة من الموارد الثقافية. وقد تم تعيين ثلاث مدن يُونانية كعواصم للثقافة الأوروبية، وكانت أثينا هي أول حاملة للقب عام 1985، تلتها سالونيك عام 1997، فباتراس 2006. توصف اليونان أنها من أجمل الدول الأوروبية، كما تتصدر قوائم السياحة حسب احصائيات منظمة التعاون الاقتصادي والتنمية. وفي جميع البلاد تم إنشاء العديد من المتاحف المتخصصة التي تقدم صورة من الحضارات في اليُونان وإنجازاتهم في الفنون والتكنولوجيا من عصر ما قبل التاريخ وحتى العصر الحديث.

### الفنون
من أشهر الفنون التي اشتهر بها اليونانيون هما الفسيفساء والرسم.

### سينما
بدأت السينما اليونانية في القرن العشرين بعدد قليل من الأفلام ولكنها ازدهرت في فترة ما بين 1960 إلى عام 1973 وكانت هذه الفترة فترة أكبر أزهار للسينما اليونانية وازدهرت بقوة مجددا في عام 2009 وتستمر بالازدهار حتى الآن حيث حصد أكثر من 30 فلما جوائز عالمية مرموقة في المهرجانات الدولية.

### المطبخ
المطبخ اليُوناني تماماً كمطابخ منطقة البحر المتوسط، يشتهر باستعمال البهارات، والزعتر البري، والروزماري، والزعتر، والثوم، وعصير الليمون والميرامية. هناك أكلات مشتركة كثيرة مع الدول المجاورة وخاصة تركيا ويوغسلافيا السابقة. تشتهر اليُونان أيضا بجبنة الفيتا المصنوعة أساساً من حليب الماعز، وسلطة التساسيكي أو سلطة الخيار باللبن والثوم. تستعمل اللحوم بكثرة في تحضير الأكلات وخاصة لحم البقر والخنزير. يتناول اليُونانيون المشروبات الكحولية في معظم المناسبات اليُونانية، مشروب الأوزو هو المشروب الوطني. اقرأ في هذا السياق: مطبخ يوناني.

### الأعياد والعطلات الرسمية
وفقا للقانون اليوناني، كل يوم من السنة هو يوم عطلة رسمية. وبالإضافة إلى ذلك، هناك أربعة إلزامية الرسمية العطل الرسمية: 25 مارس (عيد الاستقلال اليونانية)، عيد الفصح الاثنين 15 أغسطس (افتراض أو رقاد السيدة العذراء)، و25 كانون الأول (عيد الميلاد). 1 مايو (عيد العمال) و28 أكتوبر (يوم العمانية العالمية القابضة) التي ينظمها القانون بأنها اختياري ولكن من المعتاد بالنسبة للموظفين أن يعطى يوم عطلة. هناك، ومع ذلك، احتفلت العطل أكثر العامة في اليونان من يتم الإعلان عنها من قبل وزارة العمل كل عام إما واجبة أو اختياري. قائمة هذه الأعياد غير ثابتة وطنية نادرا ما يتغير ولن يتغير في العقود الأخيرة، أي ما مجموعه أحد عشر الأعياد الوطنية كل عام.
بالإضافة إلى الأعياد الوطنية، وهناك أيام العطل الرسمية التي لا يتم الاحتفال على الصعيد الوطني، ولكن فقط من قبل مجموعة مهنية محددة أو المجتمع المحلي. على سبيل المثال، العديد من البلديات لديها «شفيع» بالتوازي مع «يوم الاسم»، أو «يوم التحرير». في مثل هذه الأيام فمن المعتاد للمدارس لتأخذ يوم عطلة.
وتشمل المهرجانات البارزة باتراس كرنفال، مهرجان أثينا ومختلف المهرجانات النبيذ المحلية. مدينة سالونيك هي أيضا موطن لعدد من المهرجانات والفعاليات. مهرجان سالونيك السينمائي الدولي هو واحد من المهرجانات السينمائية الأكثر أهمية في جنوب أوروبا. [266]

## وصلات خارجية

### الحكومة
- موقع رئاسة الجمهورية
- موقع حكومي عن اليونان
- موقع رئيس الوزراء
- موقع البرلمان اليوناني

### معلومات عامة
- اليونان على مشروع الدليل المفتوح
- أطلس ويكيميديا حول Greece
- معلومات جغرافية متعلقة باليونان على خريطة الشارع المفتوح

### التجارة
- ملخص إحصائيات التجارة اليونانية من البنك الدولي